# Приговор (рассказ)
«Пригово́р» (нем. Das Urteil) — рассказ Франца Кафки, написанный в 1912 году. Объединяется вместе с новеллами «Превращение» и «В исправительной колонии» в сборник «Кары» (или «Наказания», нем. Strafen). Рассказ повествует о взаимоотношении отца и сына.

## Сюжет
Рассказ повествует о молодом коммерсанте Георге Бендемане. Георг пишет письмо своему другу, который уехал жить в Россию и занимается коммерцией в Петербурге. Георг пишет о том, что хочет жениться на девушке из состоятельного семейства по имени Фрида Бранденфельд.
Написав письмо, Георг заходит в другую комнату посоветоваться со своим отцом, стоит ли сообщать другу о свадьбе. Тот встречает сына неприветливо. После разговора Георг укладывает отца в постель. Отец сначала успокаивается, но затем начинает упрекать сына в плохом отношении к себе, неподобающем отношении к памяти матери и предательстве друга.
После этого отец заявляет, что не хочет видеть невесту, и наконец приговаривает его к «смерти через утопление». Георг не может выдержать такой приговор. Он выходит из дома к мосту и прыгает с него.

## Персонажи
В данном рассказе первое, что бросается в глаза — это что все встречающиеся лица подвержены крайним переменам и представляют собой отчасти необъяснимо расходящиеся характеры.
- Георг Бендеман

Сначала он представлен как очень позитивная фигура. В один весенний день, сидя у окна, он пишет письмо своему незадачливому другу в России. Георг обручился и смотрит на большие успехи в бизнесе в последние годы. Но уже в тех соображениях, которые он выдвигает при написании этого письма, в нём обнаруживаются сомнения, скрупулёзность и растерянность, которые не покрываются представленной природой успеха. Сомнения проистекают из неуверенного сострадания к другу, потому что Георг, похоже, ведёт себя по отношению к нему не просто по-дружески, а скорее отстранённо.
Вероятно, из-за этих сомнений Георг тоже не отправляет письмо сразу, а отправляется с ним только к отцу, вероятно, для того, чтобы получить его согласие. В комнате отца сын впервые испытывает к этому опустившемуся старику чувство сострадания, которому он сразу же сочувствует, делая вид, что в будущем будет лучше заботиться о нём. Отец реагирует на это неожиданно и сурово. Он отвергает заботу Георга как покровительство. Новые успехи в бизнесе он приписывает собственной хорошей подготовке, а не деятельности Георга. Невесту, которая, насколько она фигурирует в истории, представлена положительно, он поносит как ординарную личность. Друг в России, с которым он тайно контактирует, — «сын по сердцу». Собственного сына он называет «дьявольским человеком».
Георг совершенно не способен реагировать на эти чудовищные проявления гневной отцовской вспышки. Здесь происходит демонтаж личности от преуспевающего человека к родному ребёнку благодаря гипнотизирующему влиянию отца. Он всегда реагирует только короткими конфузными бросками, что замечает и отец. Георг не защищает себя в своём положении сына (или даже самостоятельного человека) и даже не защищает свою невесту.
Когда отец приговаривает его к «смерти утопленника», это вызывает у Георга панику: он чувствует, что его выгоняют из комнаты и, не раздумывая, продолжает идти до самого моста, чтобы там свалиться в реку. Он не способен на холодную интеллектуальную оценку или даже на бунт против отцовского суждения, не имеющего никакой общественной легитимации, как, впрочем, и юридической силы. Почему это так, в истории не объясняется. Здесь представлен только роковой конец.
Можно предположить, что причины (если они есть) кроются в истории развития семьи Георга. Его последнее изречение: «Дорогие родители, я всегда любил вас» — тоже относится к прежней жизни и взрослению вместе с родителями. Глубокое чувство неполноценности и желание всё же быть в гармонии с отцом могли бы стать возможным ключом к тому, почему он так безоговорочно подчиняется суждению.
- Отец Георга

Отец Георга описан как жалкий, хромой старик, живущий в маленькой тёмной комнате. Его высказанное сомнение в существовании друга в России, по-видимому, прежде всего следует отнести к пожилому возрасту. Но потом приходит осознание, что он специально поступает так, чтобы, превозмогая похвалу этого друга, предъявить сыну серьёзные обвинения.
Внезапно отец Георга предстаёт в виде величественного и ужасного образа, перед которым он, Георг, становится совсем маленьким, то есть ребёнком. Не объясняется, почему отец презирает деловой подвиг сына и почему он сравнивает его невесту с «канканской танцовщицей» (проституткой). Вещи, которые в начале истории сигнализируют об успехе Георга, обращены отцом именно против самого Георга. Отец обладает большой умственной властью над сыном, но его отвращение к нему настолько сильно, что, приведя приговор в исполнение, он позволяет уничтожить свой род (другие дети отца Георга не упоминаются).
С вынесением приговора срывается и сам отец, как сообщает Георг, «бегло регистрируясь».
- Друг из Петербурга

Друг Георга вживую не появляется в рассказе, и он упоминается всегда только косвенно и безымянно (через переписку). Сначала он описывается Георгом как жалок на существование человек: живёт эмигрантом в России, дела его идут плохо, холост, болеет. Но отец заявляет, что ценит этого человека гораздо больше, чем собственного сына, не указывая на это причин. Кажется парадоксальным, что отец так предпочитает этого безрадостного холостяка своему сыну.
Благодаря тайным связям между другом и отцом Георг теперь находится в положении невежественного и обманутого, но друг явно упускает из виду всё. Кафка поставил под сомнение фактическое существование друга и назвал его лишь выражением общего между отцом и сыном. Но в то же время благосклонность друга — огромный клин, который отец давно вбил между собой и Георгом.
Он также может олицетворять собой альтер эго Кафки. Друг живёт так, как Кафка пропагандирует, что нужно «жить как художник»: одиноко, мало работы, без брака. Показательно, что он как и друг Георга тоже хотел эмигрировать в Россию. Фигура далекого друга напоминает одинокого человека на российской железнодорожной станции из воспоминаний о Кальдабской железной дороге. Но она напоминает и аскетическую холостяцкую фигуру молящегося в том раннем повествовании Кафки, которое «Приговор» часто предвосхищает до мелочей, а именно в «Описание одной борьбы». Там «толстяк» говорит о нём как о «моём друге Бетере», и этот «толстяк» тоже бросается в реку. Таким образом, из «моего друга Бетера» становится почти равным по имени «петербургский друг», а из толстого — Георг Бендеман.

## Контекст
Франц Кафка написал «Приговор» в возрасте 29 лет. В этот период своей жизни Кафка закончил юридический факультет Пражского университета имени Карла Фердинанда пять лет назад и работал на различных должностях, в том числе работал в страховой компании и основал асбестовую фабрику вместе со своим шурином Карлом Германом.
Кафка написал эту повесть за 8 часов 22 сентября 1912 года. В более поздних работах он описывал творческую вспышку «Приговора» как «полное раскрытие тела и души», говоря, что «история развивалась как истинное рождение, покрытое грязью и слизью». Эта ночь часто считается «рождением» мировой славы писателя. Метафору «рождения» он неоднократно использовал в своих дневниках и письмах, чтобы проиллюстрировать свой художественный процесс творчества. Кафка рассматривал это произведение как «одно из своих самых удачных и совершенных литературных творений», которое он смог написать в «полубессознательном состоянии ума». Кафка был невероятно полон энтузиазма после работы и разговаривал со своим лучшим другом Максом Бродом, который редактировал и публиковал большую часть его работ. «Приговор» был опубликован в 1913 году в литературном ежегоднике «Аркадия». Рассказ был посвящен «мисс Фелице Бауэр», с которой он познакомился незадолго до написания, а в последующих изданиях просто «для Ф.». Брод отметил в своей биографии, что имя главного героя, Георга Бендемана, намекает на Кафку (у Франца столько же букв в имени, сколько у Георга, фамилия «Бенде» звучит как Кафка), а имя невесты упоминается у Фелице: Фрида Бранденфельд имеет те же инициалы, в имени Фрида столько же букв, сколько в Фелице, «Бранден» может относиться к Бранденбургу вокруг Берлина, где жила Фелице, «Фельд» (в пер. поле) связан с «Бауэром» (в пер. фермером).
У этой работы есть несколько ключевых вдохновений, которые можно проследить до событий примерно в то время, когда она была создана. В то время как Кафка занимался своим бизнесом, он был обеспокоен тем, что время, необходимое для этой работы, ограничивало его литературное творчество. Этот конфликт вдохновил героя Георга Бендемана, главного героя рассказа «Приговор».

## Интерпретации
Интерпретации рассказа Кафки варьируются от простого параллелизма между жизнями Георга и Кафки до более сложных взглядов на само понятие суждения. Хайнц Политцер, например, рассматривает эту историю как средство, с помощью которого Кафка исследовал свои мысли о романе с Фелицией Бауэр, приводя в качестве доказательства предстоящий брак Георга и Кафки. Он утверждает, что разрыв отношений между Георгом и его другом представлял собой холостяцкую жизнь, от которой Георгу, а следовательно, и Кафке вскоре придется отказаться.
Герберт Таубер, с другой стороны, рассматривал эту историю как комментарий к конфликту между двумя отдельными мирами, показанному через конфликт между отцом и сыном. Мир сына — это мир «жизненного существования, в котором правят вероятность и резервация», а мир отца — это мир, «в котором каждый шаг имеет неисчислимое значение, потому что он совершается под горизонтом абсолютного призыва на путь».
Между тем Рассел Берман рассматривает историю как дискурс о природе суждения в целом, признавая его изображение в истории слабым и нелогичным, но одновременно необходимым. Он также оплакивает такое состояние общества, которое было предложено в рассказе, которое способствовало бы деградировавшим формам письма и, что более навязчиво, воспитывало бы крайнюю готовность подчиняться приказам, при этом не заботясь о последствиях. Берман также указывает на то, что потребность Георга объяснить, почему он не хочет приглашать своего отчужденного друга на свою свадьбу, является результатом проблем, которые он «отодвинул» прочь, но тем не менее всё ещё держит. Он отмечает, что Кафка разделяет методологию исследования человеческой психики, анализируя мотивы, стоящие за действиями и мыслями, со знаменитыми мыслителями Фридрихом Ницше и Зигмундом Фрейдом.
В повести изгнанный друг Георга в России обладает значительной властью над другими персонажами — над самим Георгом, его отцом и невестой Фридой. В своих дневниках Кафка писал, что друг — это самая сильная связь между Георгом и его отцом, потому что именно через эту связь его отец может вновь заявить о себе как о отце семейства и враге своего сына, и что Георг способен покорно принять его как такового. Далее Кафка говорит, что невеста существует в тангенциальном смысле только благодаря связи между отцом и сыном, которую создаёт отсутствующий изгнанник.
В ещё одной интерпретации Георг на самом деле является рассказчиком, причём первое лицо — это его саморазвивающийся взгляд на самого себя (как будто он находится на другом континенте, привязан к семье и безнадёжен в будущем). Отец, или второе «Я», — это рационализированный взгляд общества. Отец показывает, что приемлемо в сравнении с тем, чего хочет первое «Я». Это пресловутый ангел на плече, который спорит с дьяволом на другом. «Ведущий» застрял в России, посещает её реже и оставляет внутренние монологи «дома».

## Перевод текста
Практически непреодолимая проблема, стоящая перед переводчиком, заключается в том, как справиться с намеренным использованием автором двусмысленных терминов или слов, имеющих несколько значений. Примером может служить использование Кафкой немецкого существительного «Verkehr» в последнем предложении рассказа. «Verkehr» может означать либо движение, либо общение как в социальном, так и в сексуальном смысле. Фразу можно перевести так: 

«В этот миг движение на мосту обратилось в какой-то просто бесконечный поток».
 Что придает дополнительный вес очевидному двойному смыслу слова «Verkehr», так это признание Кафки своему другу и биографу Максу Броду, что, когда он писал эту последнюю строчку, он думал о «насильственной эякуляции».